# یوناتان واله
یوناتان واله (انگلیسی: Jonatan Valle؛ زادهٔ ۳۰ دسامبر ۱۹۸۴) بازیکن فوتبال اهل اسپانیا است.
از باشگاه‌هایی که در آن بازی کرده‌است می‌توان به باشگاه فوتبال لوگو، باشگاه فوتبال راسینگ سانتاندر، باشگاه فوتبال روبین کازان، باشگاه فوتبال رکریتیوو اوئلوا، باشگاه فوتبال پومفرادینا، باشگاه فوتبال لگانس، و باشگاه فوتبال مالاگا اشاره کرد.
وی همچنین در تیم‌های ملی فوتبال زیر ۱۶ سال اسپانیا، زیر ۲۰ سال اسپانیا، و زیر ۲۱ سال اسپانیا بازی کرده‌است.